# (2516) Roman
(2516) Roman (1964 VY) – planetoida z pasa głównego asteroid okrążająca Słońce w ciągu 3,44 lat w średniej odległości 2,28 j.a. Odkryta 6 listopada 1964 roku.